# Xalet d'en Panxo Ferrer
El Xalet d'en Panxo Ferrer és un edifici de Vilanova i la Geltrú (Garraf) protegida com a Bé Cultural d'Interès Local.

## Descripció
Es tracta d'una casa unifamiliar de planta rectangular composta de planta baixa, pis i sota coberta. Les crugies són paral·leles a la façana principal i la coberta és a dues vessants. Té un ràfec perimetral que sobresurt en el terç central de la façana principal.
Les parets de càrrega són de paredat comú i maó. Els forjats són de biga de fusta i revoltó. Els balcons tenen una llosa de formigó suportada per mènsules de fusta.
La façana principal és de composició simètrica sobre tres eixos verticals amb obertures amb llinda. A la planta baixa hi ha un portal central i finestres laterals. A la planta pis trobem tres balcons. Sota coberta hi ha un balcó central i finestres laterals. Els dos balcons estan emmarcats en una mena de tribuna. La façana posterior fa una reculada central conformant una terrassa a cada planta.